# (255019) Fleurmaxwell
(255019) Fleurmaxwell ist ein Asteroid des äußeren Hauptgürtels, der vom englisch-luxemburgischen Astronomen und Musiker Matt Dawson am 10. Oktober 2005 am französischen Observatoire des Côtes de Meuse (IAU-Code 216) entdeckt wurde. Das Observatorium befindet sich in Viéville-sous-les-Côtes, Gemeinde Vigneulles-lès-Hattonchâtel, nicht weit von der luxemburgischen Grenze entfernt.
Der Asteroid gehört zur Themis-Familie, einer Gruppe von Asteroiden, die nach (24) Themis benannt wurde. Die zeitlosen (nichtoskulierenden) Bahnelemente von (255019) Fleurmaxwell sind fast identisch mit denjenigen von vier weiteren Asteroiden: (9562) Memling, (114761) 2003 HN47, (250812) 2005 UA54 und 2015 BQ437.
(255019) Fleurmaxwell wurde am 15. Juli 2011 nach der luxemburgischen Eiskunstläuferin Fleur Maxwell benannt, der einzigen luxemburgischen Teilnehmerin der Olympischen Winterspiele 2006 in Turin.